# La flauta mágica
La flauta mágica (KV 620) (título original en alemán: Die Zauberflöte pronunciado /ˈdiː ˈt͡saʊ̯bɐˌfløːtə/ (escucharⓘ)) es una ópera en dos actos con música de Wolfgang Amadeus Mozart y libreto en alemán de Emanuel Schikaneder. La obra tiene forma de un singspiel, un tipo de ópera popular cantada en alemán, en el que se intercalan partes habladas.
Es la última ópera escenificada en vida del compositor y estrenada en el Theater auf der Wieden de Viena, el 30 de septiembre de 1791 bajo la dirección del propio Mozart, apenas dos meses antes de su fallecimiento.

## Historia
Cuando Mozart estrenó La  flauta mágica tenía treinta y cinco años. El empresario teatral Emanuel Schikaneder pasaba graves apuros económicos y el compositor, gran amigo suyo desde los años de juventud y en su misma situación financiera, resolvió escribir para él una obra que podría dar dinero. Al conocer que un teatro rival iba a estrenar otra ópera con igual asunto, se modificó por completo la acción dotándola, además, de una significación simbólica de acuerdo con las prácticas masónicas, ya que tanto Mozart como Schikaneder pertenecían a la misma Logia. El elemento mítico y maravilloso adquirió en La flauta mágica un gran relieve.
Schikaneder era hermano masón de Mozart. Fue el primero que interpretó a Papageno, mientras que el papel de la Reina de la Noche era interpretado por Josepha Hofer, cuñada de Mozart. Otros intérpretes del estreno fueron: Benedikt Schack (Tamino), Anna Gottlieb (Pamina), Franz Xaver Gerl (Sarastro), Johann Joseph Nouseul (Monostatos), Herr Winter (Orador) y Barbara Gerl (Papagena). Interpretaron a las tres damas: Mlle Klöpfer, Mlle Hofmann y Mme Elisabeth Schack; a los tres muchachos, Anna Schikaneder, Anselm Handelgruber y Franz Anton Maurer; a los dos sacerdotes, Johann Michael Kistler y Urban Schikaneder y, finalmente, los dos hombres armados fueron Johann Michael Kistler y Herr Moll.
Según muchos historiadores y críticos, hay una importante influencia masónica en la ópera, debido a que Mozart fue iniciado en la logia masónica de Viena llamada Zur Wohltätigkeit ("La Beneficencia") el 14 de diciembre de 1784. Cuando se produjo el estreno de La flauta mágica, la masonería acababa de ser prohibida en los dominios del emperador José II, por su relación en ese país con los Iluminados de Baviera. Muchas de las ideas y motivos de la ópera recuerdan los de la filosofía de la Ilustración.
La flauta mágica sigue siendo importante dentro del repertorio operístico estándar y aparece como la número 4 en la lista de Operabase de las óperas más representadas en todo el mundo para el período 2005-2010. Su estatus como obra maestra de la ópera es incuestionable y ciertamente único dentro del más reducido ámbito del singspiel, donde no tiene comparación posible.
Algunas de sus melodías son muy familiares, como el dúo de Papageno y Papagena, o el aria de coloratura de la Reina de la Noche titulada Der Hölle Rache kocht in meinem Herzen (La venganza del infierno hierve en mi corazón) y el aria del príncipe Tamino.

## Música y libreto
En el año 1791, Emanuel Schikaneder, conocido actor, escritor, y empresario teatral entre otras actividades, propone a Mozart la posibilidad de colaborar para hacer una ópera juntos. Ni Mozart ni Schikaneder estaban pasando por un buen momento económico, y pensaron que de esta manera podrían salir adelante. Mozart aceptó la idea, y mientras componía la música para la ópera, empezó a componer el Réquiem y su ópera La clemencia de Tito. En su estreno tuvo un éxito moderado, pero en la actualidad es una de las más representadas en todo el mundo.

### Argumento: cuento de hadas o símbolos masónicos
El argumento de la ópera ha sido muy discutido. Mientras que muchos investigadores la ven simplemente como un cuento de hadas, otros la ven llena de simbolismo y referencias a la masonería. En ese sentido, y a pesar de la fuerte influencia de la cultura popular, según algunos autores, La flauta mágica es la guía de una iniciación masónica según el Rito Zinnendorf. De igual modo, muchos autores —entre ellos Gérard Gefen— han visto una prefiguración de Ignaz von Born en el papel de Sarastro. Von Born era un individuo con gran influencia en la masonería austríaca de la época, y fue quien apadrinó el ingreso de Mozart a la misma. Mucha gente considera que el triple acorde de la obertura de esta ópera es un claro signo masónico (la "batería masónica"), que anunciaría el carácter propagandístico de la obra, con objetivo de difundir la masonería en un momento en el que el emperador intentaba prohibirla. Asimismo, el tema de la lucha entre la luz y la oscuridad es un símbolo recurrente en las enseñanzas masónicas, lo mismo que el encumbramiento del individuo por encima de cualquier título nobiliario.

### Inspiración del libreto
Se cree que el libreto pudo estar inspirado en la obra Lulú o la flauta mágica, de August Jacob Liebeskind, aunque transcrita por Christoph Martin Wieland, pero también que pudo tener otras fuentes, como Thamos, rey de Egipto, de Tobias Philipp von Gebler, o Sethos, de Jean Terrasson.

### Arias musicales
En cuanto a la música, tiene arias magníficas para cada personaje, algunas famosas por su complejidad técnica: las arias para soprano de La Reina de la Noche, O zittre nicht (cuadro I del acto I), en donde intenta motivar a Tamino para que libere a su hija y, sobre todo, Der Hölle Rache (cuadro III del acto II), en donde aparece la segunda nota más aguda compuesta por Mozart para la música vocal, un fa5 (en notación franco-belga, fa6 en notación internacional), para cuya interpretación se necesita un grado de virtuosismo importante. También son muy conocidos otros fragmentos, como el quinteto de Papageno, Tamino y las Tres Damas, Hm, hm, hm... (cuadro I del acto I), con cierta comicidad, o el aria de Sarastro, In diesen heil'gen Hallen (cuadro III del acto II), en donde muestra su sabiduría con la voz de bajo. También las intervenciones de Papageno, con su aria Klinget, Glöckchen, klinget y, sobre todo, su dúo con Papagena.

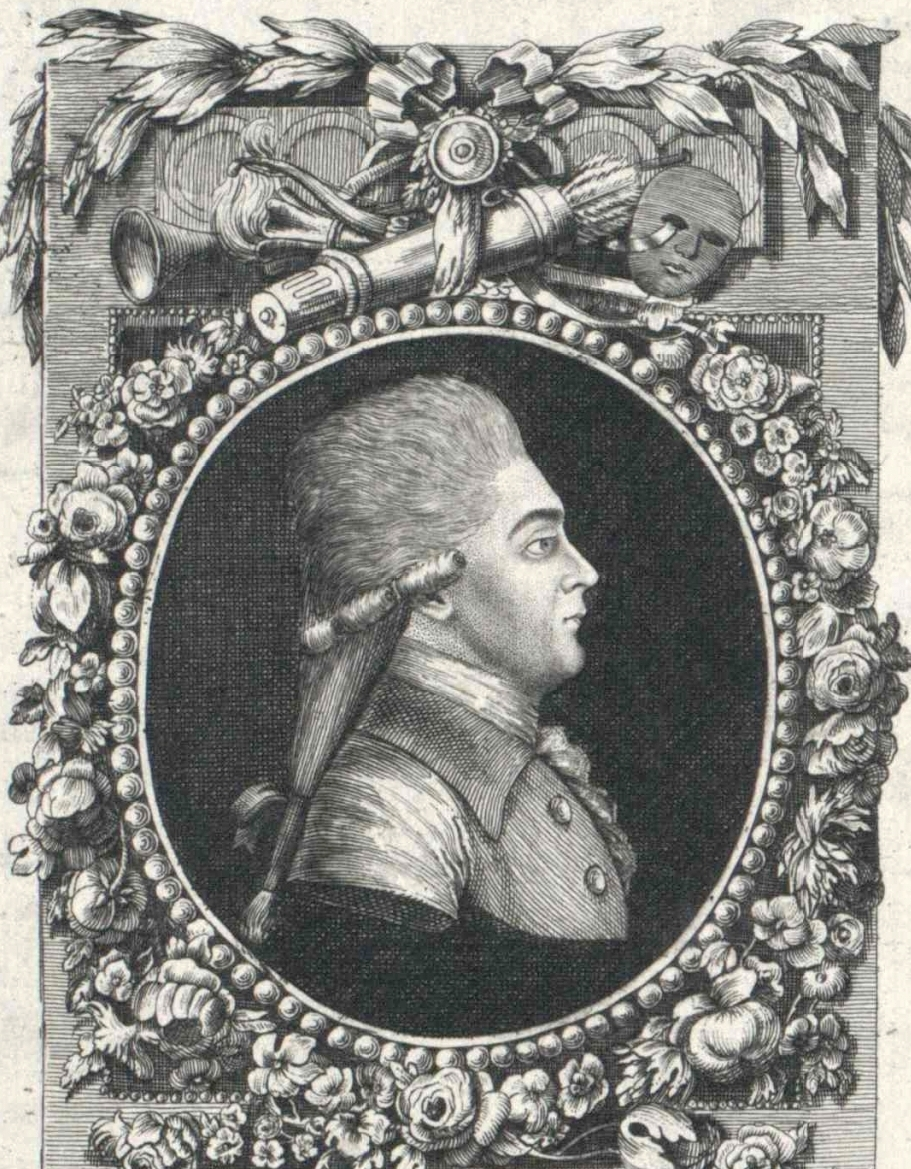
Emanuel Schikaneder

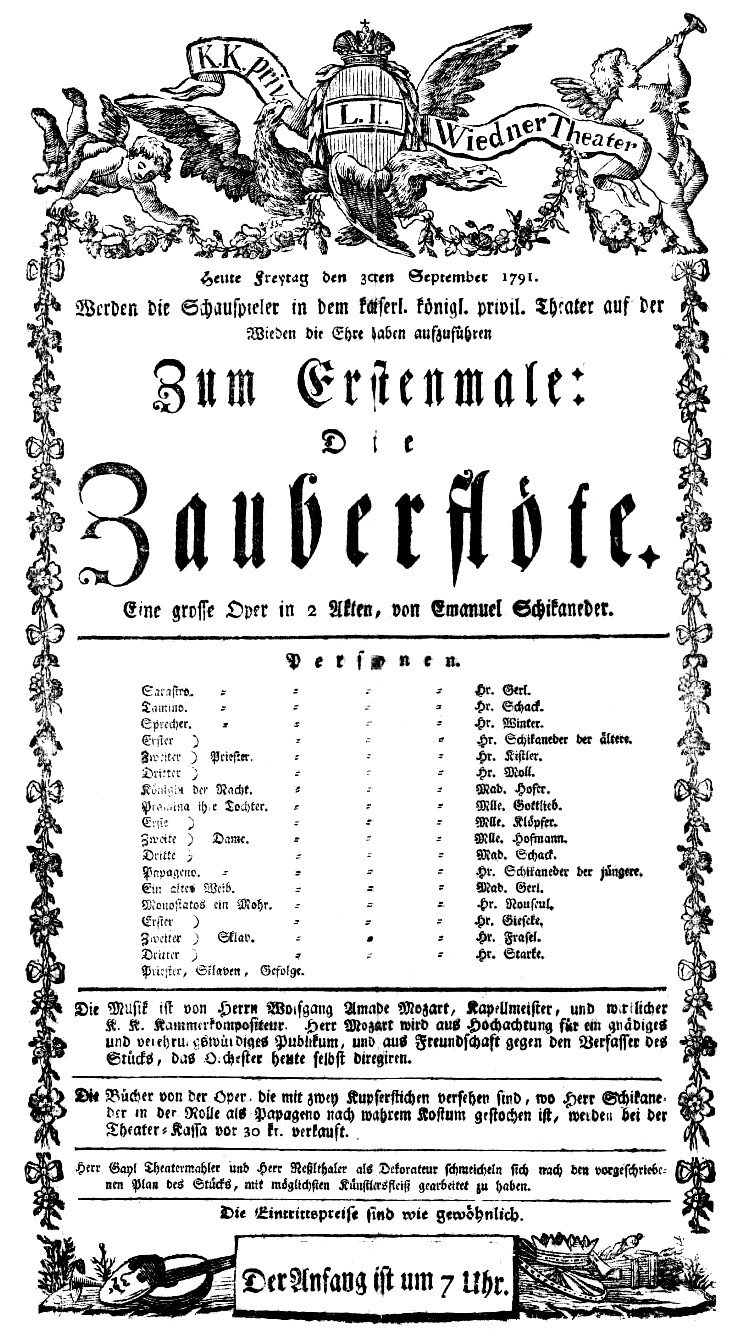
Cartel del estreno, 30 de septiembre de 1791

## Personajes
Los intérpretes la noche del estreno fueron:
| Personaje                                  | Registro                                    | Primer estreno, 30 de septiembre de 1791 (Director: Wolfgang Amadeus Mozart) |
| ------------------------------------------ | ------------------------------------------- | ---------------------------------------------------------------------------- |
| Tamino, príncipe egipcio                   | tenor                                       | Benedikt Schack                                                              |
| Pamina, hija de la Reina de La Noche       | soprano                                     | Anna Gottlieb                                                                |
| Papageno, pajarero                         | barítono                                    | Emanuel Schikaneder                                                          |
| Papagena, contraparte femenina de Papageno | soprano                                     | Barbara Gerl                                                                 |
| Sarastro, sumo sacerdote de Isis y Osiris  | bajo                                        | Franz Xaver Gerl                                                             |
| La Reina de la Noche                       | soprano de coloratura                       | Josepha Hofer                                                                |
| Monostatos, moro al servicio de Sarastro   | tenor buffo                                 | Johann Joseph Nouseul                                                        |
| Orador                                     | bajo                                        | Herr Winter                                                                  |
| Las Tres Damas                             | dos sopranos y una mezzosoprano             | Mlle Klöpfer, Mlle Hofmann, Mme Elisab[e]th Schack                           |
| Los Tres Muchachos (o genios)              | dos sopranos y un/una mezzo, voces blancas. | Anna Schikaneder; Anselm Handelgruber; Franz Anton Maurer                    |
| Dos Sacerdotes                             | tenor y barítono                            | Johann Michael Kistler, Urban Schikaneder                                    |
| Dos hombres armados                        | tenor y bajo                                | Johann Michael Kistler, Herr Moll                                            |

## Argumento

### Acto I
Cuadro I: En las tierras rocosas

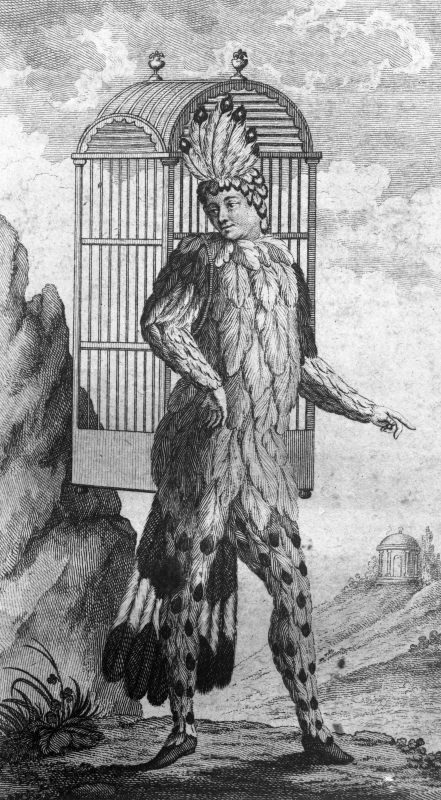
Papageno

El príncipe Tamino llega hasta tierras rocosas perseguido por una serpiente gigante. Ha perdido su arma y ruega por su vida hasta que se desmaya («Zu Hilfe! Zu Hilfe!», en español: «¡Ayuda! ¡Ayuda!»). Pero enseguida es salvado por las Tres Damas (Die Drei Damen), que matan al monstruo. Al ver al joven se enamoran de él, pero le abandonan con la promesa de volver de nuevo.
El príncipe Tamino se despierta, aturdido, junto a la serpiente muerta, cuando oye un silbar. Es Papageno, un hombre mitad pájaro y mitad humano, que llega tocando una flauta mágica con una gran jaula a sus espaldas, se le acerca cantando («Der Vogelfänger bin ich ja», «El pajarero yo soy»). Cuando el príncipe Tamino habla con él le pregunta quién es. Es el pajarero de la Reina de la Noche (Die Königin der Nacht), quien le da comida a cambio de los pájaros por vía de sus cortesanas, las Tres Damas. Hablando, el príncipe Tamino es inducido a creer que Papageno mató a la serpiente gigante y lo salvó. En este momento se oye la voz de las Tres Damas que, tras ver que Papageno ha mentido, le dan agua y piedras en vez de comida y le cierran la boca con un candado de oro. Al dirigirse a Tamino, le entregan un retrato de una bella joven y viendo que él no permanece indiferente, le dicen que su destino será entonces fama, honor y felicidad.
En la intimidad, el príncipe Tamino muestra con su canto cuánto le gusta ella («Dies Bildnis ist bezaubernd schön», «Este retrato es encantadoramente bello»). No sabe quién es la retratada, pero sabe que le enamora. Las Tres Damas aparecen ante Tamino y le dicen que la Reina escuchó su canto y ha querido que sea él quien rescate a la princesa Pamina, su propia hija. Es la princesa Pamina, la hija de la Reina de la Noche, y está secuestrada por un demonio llamado Sarastro, que vive en un castillo muy bien vigilado. Entonces, decidido, el príncipe Tamino se propone salvar y liberar a la princesa Pamina, la hija de la Reina de la Noche.
De repente se oye un trueno y cae la noche. Las montañas se abren dando paso a la Reina de la Noche, que viene sentada sobre un trono de estrellas, haciéndose la oscuridad detrás de ella. En su delicada y compleja aria de tres tiempos distintos («Oh zittre nicht, mein lieber Sohn!», «¡Oh, no tiembles, querido hijo mío!») con la que muestra su gran aflicción por el secuestro de su hija por un hombre al que no ama, por lo que persuade a Tamino para que la rescate y, a cambio, dejará que se quede con ella para siempre. Después de esto, la Reina se retira entre las montañas y el día se hace de nuevo.
El príncipe Tamino, pensando en soledad si lo que ha visto es cierto, se encuentra con Papageno en el camino, que no puede hablar por el castigo («Hm, hm, hm») pero él tampoco logra liberarlo. Entonces llegan las Tres Damas y liberan a Papageno de su castigo por gracia de la reina, pero este no debe mentir nunca más: «¡Que este candado te sirva de advertencia!» A Tamino le entregan un regalo de parte de la princesa: una flauta mágica de oro, que modifica el estado de ánimo de aquel que la escuche, hace más feliz a los hombres, al triste le vuelve alegre y al soltero enamorado. También por comando de la princesa Pamina, Papageno debe acompañar a Tamino, pero este tiene miedo de Sarastro; abandonaría al príncipe Tamino por no ir. Las Damas, para evitarlo, le regalan unas campanillas de plata mágicas que le protegerán con su sonido. Se despiden de ellos diciéndoles antes que, para guiarse y encontrar el castillo, han de seguir a tres muchachos jóvenes, bellos, nobles y sabios.
Cuadro II: En la habitación con jeroglíficos del palacio de Sarastro
Unos esclavos y Monostatos, siervos de Sarastro, entran con Pamina, la sujetan y la atan. Esta intenta evitar a Monostatos, quien la acosa y la desea. Él se acerca a ella («Du feines Täubchen, nur herein!», «¡Entra, pichoncita, entra!»), quien lo rechaza aunque le cueste la vida. En ese momento entra Papageno, que encuentra a la princesa Pamina junto al negro Monostatos. Ambos se asustan por la extraña apariencia del otro, y escapan, pero Papageno reflexiona y entiende que, si los pájaros pueden ser negros, los hombres también. Regresa ante la princesa Pamina para presentarse y, como solo se conocían de oídas, él comprueba que ella es la del retrato. Le cuenta que lo recibió de un príncipe enamorado de ella que va a rescatarla por encargo de su madre la Reina, cautivándole al darle el retrato para que pudiera cumplir la misión. Antes de salir, cantan un dúo sobre la necesidad que sienten de amor en las vidas («Bei Männern, welche Liebe fühlen», «A los hombres que sienten el amor»).
Cuadro III: En el bosque ante el palacio de Sarastro
El príncipe Tamino es conducido por los tres muchachos hasta el palacio de Sarastro («Zum Ziele hin führt dich diese Bahn», «Esta senda te conduce a la meta»), quienes le dicen que sea firme, paciente y callado. Encuentra un templo con tres puertas: en el medio, la puerta de la Sabiduría, a la derecha, la de la Razón, y a la izquierda, la de la Naturaleza. Entra por la puerta de la Sabiduría porque las otras le impiden pasar («Zurück!», «¡Atrás!»). Se presenta ante él un Orador que le pregunta por sus intenciones diciéndole que está ofuscado por el engaño de una mujer, quienes hablan mucho y hacen poco. El Orador le crea mucha confusión al admitir que Sarastro secuestró a la princesa Pamina pero que no es malvado. Tamino pregunta si fue sacrificada, el Orador dice que un juramento le impide responder mientras no entre de mano de la amistad; y se va.
Un coro de «Invisibles» informan al príncipe Tamino que ella vive y él empieza a tocar su flauta con agradecimiento. El sonido atrae a los animales del bosque. Al tocar la flauta se oye la melodía que siempre toca Papageno («Wie stark ist nicht dein Zauberton», «¡Qué poderosa es la magia de tu sonido!»).
La princesa Pamina y Papageno buscan también a Tamino y oyen su flauta mágica. Monostatos, al oír a Papageno, aparece e intenta atraparles. Llama a sus esclavos, que vienen con cadenas, pero Papageno utiliza el regalo de las Tres Damas y con sus campanillas les detiene y les hace bailar y cantar («Schnelle Füße, rascher Mut», «Pies rápidos y coraje protegen» y «Das klinget so herrlich!», «¡Qué sonido más hermoso!»).
Después se oyen trombones y Sarastro es anunciado por un coro invisible («Es lebe Sarastro, Sarastro lebe!», «¡Larga vida a Sarastro, viva Sarastro!»). Entra de forma triunfal, con sus sacerdotes y montado en un carro tirado por seis leones. Pamina le implora que le perdone su huida; ella quería escapar de Monostatos, quien le estaba acosando. Sarastro ya sabía todo esto y que está enamorada de otro, y aunque la perdona y dice no desear obligarla a amarle añade que no la soltará. Cuando ella apela al amor materno-filial, Sarastro responde que perdería su felicidad junto a su madre, y añade que es orgullosa y que un hombre debe guiar los pasos de las mujeres para que no sobrepasan la esfera que les corresponde.
El príncipe Tamino entra sujetado por Monostatos y los dos jóvenes se reconocen y pronto se abrazan fuertemente, lo que provoca la furia de Monostatos, que los separa inmediatamente y ruega a su señor que los castigue. Sarastro, imparcial, sentencia un castigo de setenta y siete azotes, pero sobre Monostatos, al cual se lo llevan sus sacerdotes. Para terminar, ordena que acompañen a Papageno y al príncipe Tamino al templo de las pruebas, con las cabezas cubiertas con sacos, para ser iniciados.

### Acto II
Cuadro I: Un bosque 
Sarastro y sus sacerdotes, en procesión solemne, se reúnen en su templo («Ihr Eingeweihten der Goetter Isis und Osiris»). Debaten la posibilidad de acoger a Papageno y a Tamino e iniciarlos en sus prácticas. Todos aceptan la propuesta, pero deberán ser virtuosos y superar una serie de pruebas. En este momento canta Sarastro el aria con coro («O, Isis und Osiris») rogando a los dioses que los fortalezcan con virtudes y los acojan en caso de que deban morir.
Cuadro II: En una sala, de noche, con tormenta
Tres sacerdotes conducen a Tamino y a Papageno hasta la sala donde se harán las pruebas, y les quitan los sacos. Tamino y Papageno entablan una conversación en la que suenan unos truenos que atemorizan a Papageno. Después entran unos sacerdotes con antorchas, con los cuales Tamino sentencia que estaría dispuesto a dar su vida por la amistad y el amor y someterse a pruebas por ello. Sobre esto Papageno no está muy de acuerdo. Él es un hombre primitivo («Ich bin so ein Naturmensch») y hasta que no le aseguran una mujer joven y bella, a Papagena, no acepta. Pero debe prometer no hablar con ella si la ve. Tienen que permanecer en silencio, y no hablar con ninguna mujer. En este dúo se detallan las principales motivaciones de la prueba («Bewahret euch vor Weibertuecken»).
Los tres sacerdotes abandonan la sala y les dejan en la oscuridad. En ese momento aparecen Las Tres Damas del suelo y cantan el quinteto («Wie? Wie? Wie?»), que los intentan convencer de que ese no es un buen lugar. Papageno no para de preguntar a Tamino si lo que dicen es verdad, pero Tamino, que es fuerte, no piensa en lo que puedan decir. Ellas insisten en que la Reina de la Noche se dirige hacia el templo, mientras que Papageno se desmaya. Pero se oye a los sacerdotes, que las expulsan hasta que desaparecen en el suelo. Entran estos y se llevan a Tamino. A Papageno le hacen levantarse para poder seguir guiándolo.
Cuadro III: Un jardín

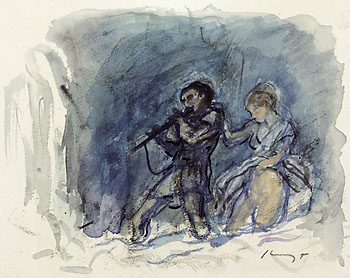
Tamino y Pamina, acuarela de Max Slevogt.

La princesa Pamina duerme en una cama bajo la luz de la luna. Entonces entra Monostatos y canta su aria sin que nadie lo vea («Alles fühlt der Liebe Freuden»), en la que se lamenta de su posición comprometida. No puede amar a un ser tan hermoso como la luna porque lo negro es feo. Se acerca a la princesa Pamina, pero la madre de la princesa Pamina, la Reina de la Noche, surge del suelo. Pamina se despierta y Monostatos se esconde. La Reina de la Noche se enfurece al ver que el príncipe Tamino se ha puesto del lado de Sarastro, y pide venganza por ello. En el aria más famosa de la ópera («Der Hölle Rache kocht in meinem Herzen») expresa que se siente engañada y obliga a la princesa Pamina, su propia hija, que mate a Sarastro, amenazándola con abandonarla para siempre. Le da el cuchillo a su hija para que asesine a Sarastro y se marcha enfurecida. Monostatos sale de su escondite y decide vengar a Sarastro pidiendo que se case con él, pero la princesa Pamina se niega. Llega Sarastro para consolar a Pamina y tomar justicia, a la manera que se tiene dentro de esos muros, que no conocen venganza («In diesen heil'gen Hallen»).
Cuadro IV: En la sala de las pruebas
Mientras, el príncipe Tamino y Papageno siguen superando las distintas pruebas impuestas. En este momento se enfrentan a la prueba del silencio, pero Papageno no calla. Surge del suelo una mujer vieja y fea que ofrece agua a Papageno, que no para de hablar con ella y descubre que tiene 18 años y dos minutos, y además tiene un amante, el mismo Papageno. Cuando va a preguntar el nombre de la anciana, un trueno suena y la vieja desaparece. Los muchachos llegan para traerles comida y sus instrumentos. Entregan a Tamino su flauta y a Papageno sus campanillas, y desaparecen. Tamino toca la flauta mientras Papageno come y bebe. Aparece Pamina al sonido de la flauta, que, al no obtener respuesta alguna por parte de Tamino, piensa que no le quiere y, muy herida, canta su bellísima aria («Ach, ich fühl's, es ist verschwunden»). Es el momento más solemne de toda la obra.
Cuadro V: Una gran sala abovedada, en el interior de una pirámide
Sarastro, junto con el coro de los sacerdotes, inician un ritual («O, Isis und Osiris, welche Wonne»). Se trata de uno de los pasajes corales más representativos de la época. Tamino, frente al gran sacerdote, escucha sus palabras. Entonces entra Pamina con un saco en la cabeza acompañada por los sacerdotes junto a Tamino. Sarastro le quita el saco. No cesa de preguntar por Tamino, que está a su lado, pero Tamino no habla con ella. En este trío se relata la historia ("Soll ich dich, Treuer, nicht mehr sehn?"). Han de separarse y los dos lo aceptan porque les prometen que volverán a encontrarse.
Cuadro VI: Jardín pequeño
Papageno está solo y perdido en la sala donde se realizan las pruebas. No encuentra la salida, siempre le dicen Atrás! (Zurück!). Al acercarse a un sacerdote, este le reprocha que su comportamiento merece un castigo, pero los dioses, benignos, lo perdonan. A cambio nunca sentirá las alegrías de los iniciados. Papageno se conforma con un vaso de vino, que le es concedido, y con una muchacha («Ein Mädchen oder Weibchen wünscht Papageno sich!») que le haga caso y le quiera. Cantando, encuentra a su mujer, pero es la misma anciana que le pide su eternidad. Él accede con desgana porque, si no, vivirá encarcelado sin una amiga y sin vivir en el mundo que tanto le gusta. En ese momento, ella se convierte en una hermosa joven, Papagena, pero la pierde porque se acerca un sacerdote; aún no es digno de ella, le dice. Papageno se hunde en la tierra porque no quiere hacer caso al sacerdote.
Cuadro VII: Un jardín
Los tres muchachos anuncian la llegada de la mañana y hablan de Pamina («Bald prangt, den Morgen zu verkuenden!»). Pamina, al creerse rechazada por Tamino, decide suicidarse. A punto está, pero los jóvenes genios la salvan a tiempo y le piden que tenga paciencia («Ha, Unglückliche, halt ein!»).
Cuadro VIII: Dos montañas, una arroja fuego y la otra agua
Dos hombres con armadura traen a Tamino para que supere las pruebas de agua y fuego. Antes de la prueba, Pamina aparece dispuesta a verle («Der, welcher wandert diese Strasse voll Beschwerden»). Deciden que, como Pamina no teme a la muerte, es digna de ser iniciada. Ambos se dan la mano. Tamino toca la flauta para poder atravesar la columna de fuego. Entran y salen de ésta. Tamino vuelve a tocar la flauta y se dirigen a la montaña, que arroja agua. Entran y salen de ésta. Aparece después la entrada a un templo muy iluminado, dentro del cual se oyen gritos de triunfo y alegría por la pareja («Tamino mein! O welch ein Glück» y «Wir wandelten durch Feuergluten»).
Cuadro IX: Pequeño jardín
Papageno, al ver que ha perdido a Papagena, la busca desesperadamente cantando y tocando su silbato («Papagena, Papagena! Weibchen! Täubchen!»). Decide ahorcarse. Con una cuerda, se acerca a un árbol. Pide que se apiaden, pero no se oye nada. Resignado, se dispone a colgarse. Los tres muchachos le detienen y le aconsejan que toque sus campanillas. Es el famoso dúo donde se encuentra con su amada Papagena, con la que decide tener muchos hijos Papagenos («Pa-Pa-Pa-Papagena!»).
Cuadro X: Subterráneos del templo
La Reina de la Noche, junto con Monostatos y sus tres damas, quien se le ha unido, surgen del suelo y en silencio («Nur stille, stille, stille, stille!») intentan atacar el poder de los sacerdotes y de Sarastro entrando en el templo. La Reina de la Noche le ha prometido a Monostatos su propia hija, la princesa Pamina, y este le enseña el camino. Se oyen ruidos. Son los sacerdotes, que los vencen con truenos y rayos. La Reina de la Noche, sus tres damas y Monostatos son expulsados y se los traga la tierra. Sarastro convoca el reino de la luz y el reino de la verdad. En el coro final («Die Strahlen der Sonne vertreiben die Nacht») se canta a la belleza y a la sabiduría que han sido coronadas para siempre en aquel bello lugar.

## Adaptaciones
Ludwig van Beethoven utilizó uno de los temas de La flauta mágica, el aria «Ein Mädchen oder Weibchen», cantada por Papageno, para realizar sus 12 variaciones en fa mayor para violonchelo y piano sobre este tema, Op. 66, y con otro de sus temas, el aria «Bein Männern», dúo cantado por Papageno y Pamina, realizó las siete variaciones en mi bemol mayor sobre este tema, del mismo título, también para violonchelo y piano, WOo. 46.
Franz Liszt compuso su «Adagio Der welcher wandelt diese Strasse», de La flauta mágica, en 1881.
El también compositor y guitarrista español Fernando Sor escribió las Variaciones de la flauta mágica de Mozart Op. 9 para guitarra sola. Resultó ser una de sus obras más populares.
Trollflöjten es también una adaptación cinematográfica de esta ópera, realizada por Ingmar Bergman en 1975. La película tuvo una nominación al Óscar y a los Globos de Oro. La película se reeditó en DVD a mediados de la década del 2000, y fue completada con un making of (entretelones de la realización) y entrevistas. Bergman hizo algunos cambios audaces, haciendo que Sarastro sea el padre de Pamina. No es un caso de secuestro, sino de disputa de custodia.
El compositor español Xavier Montsalvatge compuso, en 1989, sus Cuatro variaciones sobre un tema de La flauta mágica, basadas en el aria «In diesen heiligen Hallen», interpretada por Sarastro.
El dibujante P. Craig Russell publicó en 1989-1990, para Eclipse Books, una adaptación de la ópera en historieta gráfica. La versión en español fue publicada por Norma Editorial, en 1990.
En 1996, se hizo una coproducción cinematográfica entre los estudios rusos Christmas Films (Кристмас Филмз), la televisión galesa S4C y la británica BBC: A Magic Flute (Волшебная флейта), cortometraje de dibujos animados dirigido por Valériy Ugárov (Валерий Угаров, 1941-2007).
En el 2006 se llevó de nuevo al cine (La flauta mágica) por el británico Kenneth Branagh.
En Francia, se editaron, en forma de cuento, los principales temas de la ópera en un CD dedicado a los niños.
El escritor estadounidense Guy Davenport ha escrito algunos cuentos con los tres muchachos, a quienes dio nombres: Buckeye, Quark y Tumble.
El simulador de baile Pump It Up de la compañía surcoreana de videojuegos Andamiro, en su versión del 2007 (Next Xenesis, NX), realizó una versión de «La segunda aria de la Reina de la Noche», con el nombre «Chimera», canción que es una de las más difíciles del juego en todas sus versiones.
El 14 de junio de 2018, se estrenó "La Flauta Mágica de los Andes" en Quito, que es una adaptación al contexto cultural y musical andino. Esta obra estuvo a cargo de la Fundación Teatro Nacional Sucre y dirigida por la ecuatoriana Chía Patiño. Su puesta en escena reúne a 38 músicos de la Orquesta de Instrumentos Andinos y 59 cantantes que, mayoritariamente, son miembros de los elencos: Coro Mixto Ciudad de Quito, Escuela Lírica, Coro Juvenil y el Coro Infantil. Además alberga la actuación de 80 marionetas elaboradas por la diseñadora española Alejandra Prieto, acompañadas por 585 piezas de vestuario elaboradas en territorio ecuatoriano y diseñadas en España por el figurinista Felype de Lima.
En el 2022 se llevó de nuevo al cine (La flauta mágica) por el alemán Florian Sigl.